# 군북면 (함안군)
군북면(郡北面)는 대한민국 경상남도 함안군의 면이다. 함안군청 소재지로부터 서쪽으로 8.2km지점에 위치하고 있다. 지역 경계는 동쪽으로 가야읍, 남쪽으로 마산시 진북면, 서쪽은 진주시 사봉면, 북쪽은 법수면, 의령군 의령읍에 접하고 있으며 여항산과 백이산, 방어산, 삼봉산이 관내를 감싸고 있고 서북 방향에 남강 본류가 흘러 비옥한 곡창지대를 형성하고 있다.

## 연혁
군북면은 당초 대곡, 평관, 산팔, 죽산, 안도, 남산의 6개리로 나뉘어 있는데 1586년 당시 함안군수로 재직한 정구에 의해 대곡리, 평광리, 산족리, 죽산리, 안도리, 남산리로 바뀌게 되고 조선후기에 리가 면으로 변하면서 6개리가 모두 면으로 되었다. 1914년 3월 1일 부군면 폐합시 대곡 · 평광 · 안도 3개면이 덕대리에 터를 잡아 군북면으로 죽산, 남산, 산족 3개면은 죽산동에 터를 잡아 죽남면을 탄생하게 되며 군북면은 7개리를 죽남면으로 10개리를 관할하게 되었다. 그 후 덕대리가 있던 군북면소가 중암리(현 경로당)로 옮겨지고 1933년 1월 1일 죽남면이 군북면에 병합되면서 면소도 현 덕대리 392-2번지로 이전 되었다. 1980년 5월 22일 월촌출장소가 설치되고 1983년 2월 15일 덕촌이 덕촌과 지두, 모로가 모로와 여명, 장지가 남산과 장명, 유현이 유현과 봉덕으로 각각 분동되었으며, 1999년 1월 15일 월촌출장소가 월촌민원센터로 개칭되어 오늘에 이르고 있으며, 현재 17개리 37개동 120반 92자연마을을 관할하고 있다.

## 행정 구역
- 덕대리(德垈里)
- 동촌리(東村里)
- 모로리(慕老里)
- 사도리(沙道里)
- 박곡리(朴谷里)
- 하림리(下林里)
- 중암리(中岩里)
- 장지리(長池里)
- 유현리(柳峴里)
- 월촌리(月村里)
- 원북리(院北里)
- 오곡리(烏谷里)
- 영운리(迎運里)
- 수곡리(藪谷里)
- 소포리(小浦里)
- 사촌리(舍村里)
- 명관리(明館里)

## 교육
- 월촌초등학교 (월촌리)
- 군북초등학교 (덕대리)
  - 사촌분교 (폐교) - 의산삼일로 1776 (사촌리)
- 군북중학교 (덕대리)
- 군북고등학교 (덕대리)

## 문화유적
- 방어산 마애불 (보물 제159호)
- 함안 군북지석묘군(기념물 제183호)
- 와룡정
- 서산서원
- 원효암 (문화재자료 제15호)
- 도천재 단서죽백(유형문화재 제56호)
- 어계고택 (유형문화재 제159호)
- 남강서원